# Saint Louis Football Club
Ne pas confondre avec le St. Louis City SC, AC St. Louis et Athletica de Saint-Louis
Maillots
Actualités
Dernière mise à jour : 10 avril 2017.
Le Saint Louis FC est un club américain de soccer évoluant en United Soccer League, basé à Saint-Louis, dans le Missouri.

## Histoire
Le groupe SLSG Pro LLC, affilié avec le club de jeunes du St. Louis Scott Gallagher, obtient une franchise de USL Pro le 1er mai 2014, annonce que son équipe évoluera au World Wide Technology Soccer Park de Fenton, d'une capacité de 5 500 places et Dale Schilly devient le premier entraîneur-chef de l'histoire du club. Le 2 juin suivant, le nom officiel est dévoilé, il s'agit alors du Saint Louis Football Club.
L'ancien joueur du AC St. Louis, Mike Ambersley, est le premier à signer en faveur de la nouvelle équipe le 13 janvier 2015. Quelques jours plus tard, le 16 janvier, la franchise devient affiliée au Fire de Chicago de MLS. La rencontre inaugurale du Saint Louis FC a lieu le 28 mars 2015 contre Louisville City, ces derniers l'emportant 2-0. La semaine suivante, contre les Roughnecks de Tulsa, Saint Louis s'impose 2-0 et Jeremie Lynch inscrit le premier but de l'histoire du clun à la 42e minute. Pour leur première rencontre à domicile, les joueurs de Saint Louis font match nul contre les Riverhounds de Pittsburgh le 11 avril 2015 devant une foule de 5 280 spectateurs.
Après une première saison difficile, la franchise annonce l'acquisition du Springfield Synergy FC, équipe de PDL, et la renomme en Saint Louis FC U-23. Au cours de l'été, l'entraîneur Dale Schilly est relevé de ses fonctions le 15 août, Tim Leonard prend alors la suite de manière intérimaire. Néanmoins, en fin de saison, le 12 octobre 2016, Preki devient le second entraîneur-chef du club. Avant le début de sa troisième saison, Saint Louis ne renouvelle plus son affiliation avec le Fire de Chicago après deux ans de relations.

## Couleurs
Pour son logo, le club décide de procéder à un vote populaire. Le choix finalement retenu présente une fleur de lys au cœur de l'écusson rappelant l'héritage français de Saint-Louis ainsi que la date de fondation de la ville, 1764, accompagnée de cinq lignes représentant les cinq valeurs fondamentales du club : l'unité, l'humilité, la passion, le respect et la tradition.

## Supporters
Le principal groupe de supporters du Saint Louis FC est le St. Louligans, fondé en 2010 quand plusieurs amateurs de soccer de Saint-Louis se regroupent pour soutenir le AC St. Louis. La relation du groupe au club est très forte et se matérialise notamment le 9 juillet 2014 quand le premier billet de saison est attribué au St. Louligans qui, depuis, offre un billet à chaque rencontre à domicile de leur équipe.

## Palmarès et records

### Bilan par saison
| Année | Niv. | Saison régulière | Saison régulière | Saison régulière | Saison régulière | Saison régulière | Saison régulière | Saison régulière | Position | Position | Coupe USL    | US Open Cup    | Affl. moy. saison régulière | Affl. moy. séries éliminat. |
| Année | Niv. | M                | V                | N                | D                | BP               | BC               | Pts              | Conf.    | Ligue    | Coupe USL    | US Open Cup    | Affl. moy. saison régulière | Affl. moy. séries éliminat. |
| ----- | ---- | ---------------- | ---------------- | ---------------- | ---------------- | ---------------- | ---------------- | ---------------- | -------- | -------- | ------------ | -------------- | --------------------------- | --------------------------- |
| 2015  | 3    | 28               | 8                | 9                | 11               | 30               | 40               | 33               | 9e       | 18e      | Non qualifié | Quatrième tour | 4 885                       | N/Q                         |
| 2016  | 3    | 30               | 8                | 10               | 12               | 42               | 44               | 34               | 14e      | 22e      | Non qualifié | Troisième tour | 4 923                       | N/Q                         |
| 2017  | 2    | 32               | 9                | 9                | 14               | 35               | 48               | 36               | 12e      | 22e      | Non qualifié | Quatrième tour | 4 571                       | N/Q                         |
| 2018  | 2    |                  |                  |                  |                  |                  |                  |                  |          |          |              | À venir        |                             |                             |

### Records
Meilleurs buteurs par saison
| Année | Meilleurs buteurs | Meilleurs buteurs |
| Année | Joueurs           | Buts              |
| ----- | ----------------- | ----------------- |
| 2015  | Bryan Gaul        | 6                 |
| 2016  | Irvin Herrera     | 14                |
| 2017  | Christian Volesky | 8                 |

## Stade

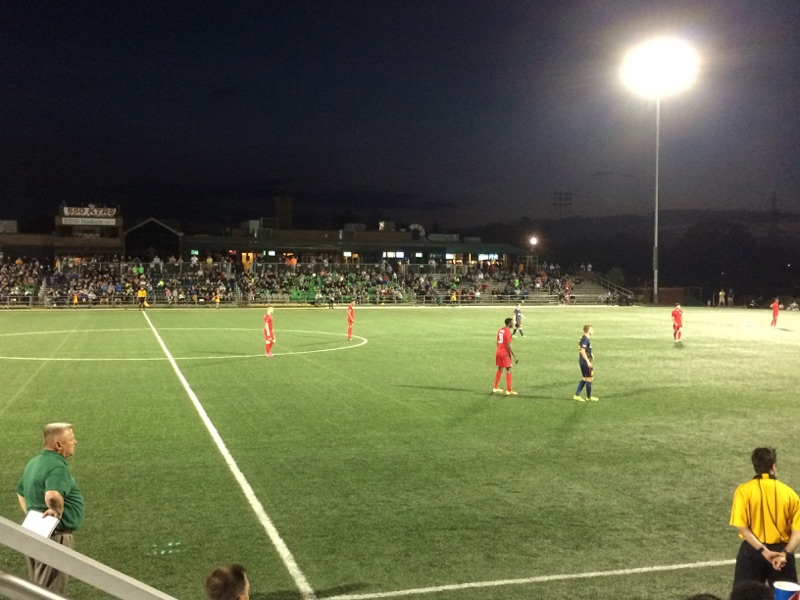
Saint Louis affronte le Toronto FC II au World Wide Technology Soccer Park en mai 2015.

Le World Wide Technology Soccer Park est un complexe sportif dédié au soccer à Fenton. Le Saint Louis FC évolue sur le terrain principal baptisé Toyota Stadium.

## Effectif actuel

### Entraîneurs
Lors de son entrée dans la United Soccer League, le 1er mai 2014, le Saint Louis FC dévoile le nom de son premier entraîneur, avec Dale Schilly. La première saison est compliquée mais Schilly demeure entraîneur pour la saison 2016, jusqu'au 15 août 2016 où il est relevé de ses fonctions, en faveur de son adjoint, Tim Leonard, qui prend les rênes de l'équipe de manière intérimaire. En fin de saison, Preki est nommé entraîneur pour la saison 2017.
| Rang | Nom                   | Période                     |
| ---- | --------------------- | --------------------------- |
| 1    | Dale Schilly          | 1er mai 2014 - 15 août 2016 |
| 2    | Tim Leonard (intérim) | 15 août 2016 - 12 oct. 2016 |
| 3    | Predrag Radosavljević | 12 oct. 2016 -              |